# The Bauble Shop
The Bauble Shop è una commedia teatrale scritta da Henry Arthur Jones nel 1894. Ambientata a Londra, descrive la vita moderna della città all'epoca. Il lavoro debuttò nel West End al Criterion Theatre nel 1893.
Nel 1894, Charles Frohman produsse a New York la messa in scena americana dello spettacolo. Protagonista, la star di Broadway Maude Adams affiancata dal suo partner, John Drew, Jr.. Il lavoro restò in cartellone dall'11 settembre all'11 dicembre 1894.
- Atto primo: la residenza di Lord Clivebrook, a St. Jame's Park
- Atto secondo: il negozio di giocattoli Stoach,  Little John Street, Westminster
- Atto terzo: stanza privata del Leader of the House, alla Camera dei Comuni
- Atto quarto: la residenza di Lord Clivebrook

## Cast dell'edizione londinese
- Charles Wyndham: visconte Clivebrook
- Miss F. Frances: Lady Kate
- Louise Moodie: Lady Bellenden
- Ellis Jeffreys: Gussy Bellenden
- C.W. Somerset: conte di Sarum
- Allan Aynesworth: Tevice